# JR貨物UT5F形コンテナ
UT5F形コンテナ（UT5Fがたコンテナ）は、日本貨物鉄道（JR貨物）輸送用として籍を編入している12ft形で、総重量が6.8 t（そのうち最大積載重量は5 tまで）以下の、私有コンテナ（タンクコンテナ）である。

## 概要
本形式の数字部位 「 5 」は、コンテナの容積を元に決定される。このコンテナ容積5 ㎥の算出は、厳密には端数四捨五入計算の為に、内容積4.5 - 5.4 ㎥の間に属するコンテナが対象となる。また形式末尾のアルファベット一桁部位 「 F 」は、コンテナの使用用途（主たる目的）があらかじめ届け出ている複数種類の積荷であれば、輸送人の裁量で届け出ている範囲内で自由に積荷を選べる 「 危険品の輸送 」を表す記号として、付与されている。

## 番台毎の概要
1【1個】
DOWA通運所有。総重量6.8t以下。1988年度取得。日本車両製造。
廃液輸送用。
2 - 5【4個】
（所有者不明）
※多くの私的サイトなどでは、初期登録時はDOWA通運所有となっているが、行方などを含めて確たる文献は見つからない。
6【1個】
DOWA通運所有。総重量6.8 t以下。1988年度取得。日本車両製造。
廃液輸送用。
7【1個】
（所有者不明）
※多くの私的サイトなどでは、初期登録時はDOWA通運所有となっているが、行方などを含めて確たる文献は見つからない。
8 ・ 9【2個】
DOWA通運所有。総重量6.8 t以下。1988年度取得。日本車両製造。
廃液輸送用。
10 - 18【9個】
（所有者不明）
※多くの私的サイトなどでは、初期登録時はDOWA通運所有となっているが、行方などを含めて確たる文献は見つからない。